# Rövidfülű levélorrú-denevér
A rövidfülű levélorrú-denevér (Cloeotis percivali) az emlősök (Mammalia) osztályának denevérek (Chiroptera) rendjébe, ezen belül a kis denevérek (Microchiroptera) alrendjébe és a Hipposideridae vagy a Rhinonycteridae családjába tartozó faj.
A Cloeotis nem egyetlen faja.

## Előfordulása
A rövidfülű levélorrú-denevér Botswana, a Kongói Demokratikus Köztársaság, Kenya, Mozambik, a Dél-afrikai Köztársaság, Szváziföld, Tanzánia, Zambia és Zimbabwe területein található meg.

## Alfajai
- Cloeotis percivali australis Roberts, 1917
- Cloeotis percivali percivali Thomas, 1901

## Életmódja
Ez a denevérfaj a szubtrópusi és trópusi száraz erdőket, szavannákat és barlangokat kedveli.

## Rendszertani besorolása
Mint minden Hipposideridae-faj, a rövidfülű levélorrú-denevér is korábban a patkósdenevérek (Rhinolophidae) családjába tartozott.

### Fordítás
Ez a szócikk részben vagy egészben  a   Percival's Trident Bat című angol Wikipédia-szócikk fordításán alapul.  Az eredeti cikk szerkesztőit annak laptörténete sorolja fel. Ez a jelzés csupán a megfogalmazás eredetét és a szerzői jogokat jelzi, nem szolgál a cikkben szereplő információk forrásmegjelöléseként.